# Sirex
Sirex is een geslacht uit de familie van de houtwespen (Siricidae).

## Soorten
- Sirex areolatus (Cresson, 1867)
- Sirex carinthiacus Konow, 1892
- Sirex cyaneus Fabricius, 1781
- Sirex ermak (Semenov, 1921)
- Sirex juvencus (Linnaeus, 1758)
- Sirex noctilio Fabricius, 1773